# 羅克索貝爾鎮區 (北卡羅萊納州伯蒂縣)
羅克索貝爾鎮區（英語：Roxobel Township）是位於美國北卡羅萊納州伯蒂縣的一個鎮區。

## 地方資料
羅克索貝爾鎮區的面積為152.03平方千米，皆為陸地。根據2020年美國人口普查的數據，當地共有人口1805人，而人口密度為每平方千米11.87人。